# Elachiptera sibirica
Elachiptera sibirica är en tvåvingeart som först beskrevs av Friedrich Hermann Loew 1858.  Elachiptera sibirica ingår i släktet Elachiptera och familjen fritflugor. Inga underarter finns listade i Catalogue of Life.